# Olivier Hémon
Pour les articles homonymes, voir Hémon.
Olivier Hémon est un acteur français, né le 3 septembre 1950 dans le 8e arrondissement de Paris et mort le 2 décembre 2022 à Bobigny.
Il est l'un des acteurs fétiches de Jean-Pierre Mocky.

## Biographie
Il a un frère jumeau, Éric Hémon (décédé le 12 avril 2020), qui est également comédien. Olivier Hémon meurt le 2 décembre 2022 à l'âge de 72 ans.

## Filmographie partielle

### Cinéma
- 1976 : L'Eden Palace de Frédéric Compain
- 1981 : Asphalte de Denis Amar
- 1983 : Flics de choc de Jean-Pierre Desagnat
- 1983 : Papy fait de la résistance de Jean-Marie Poiré
- 1984 : À mort l'arbitre de Jean-Pierre Mocky
- 1985 : Le Pactole de Jean-Pierre Mocky
- 1987 : Le Miraculé de Jean-Pierre Mocky
- 1988 : Les Saisons du plaisir de Jean-Pierre Mocky
- 1990 : Nikita de Luc Besson
- 1992 : La Belle Histoire de Claude Lelouch
- 1993 : Les Ténors de Francis de Gueltzl
- 1994 : Grosse fatigue de Michel Blanc
- 1994 : Fiesta de Pierre Boutron
- 1994 : Un Indien dans la ville de Hervé Palud
- 1996 : Fantôme avec chauffeur de Gérard Oury
- 1998 : L'homme au masque de fer de Randall Wallace
- 1998 : Les Années volées de Fernando Colomo
- 2002 : Bloody Mallory de Julien Magnat : le chef de brigade
- 2008 : Intrusions d'Emmanuel Bourdieu
- 2011 : Crédit pour tous de Jean-Pierre Mocky
- 2011 : Les Insomniaques de Jean-Pierre Mocky
- 2012 : Le Mentor de Jean-Pierre Mocky
- 2013 : À votre bon cœur, mesdames de Jean-Pierre Mocky
- 2014 : Calomnies de Jean-Pierre Mocky
- 2014 : Le Sens de la vie... de Léopold Bellanger (CM)
- 2014 : Parfaite de Bastien Boettez et Éric Paulle (CM)
- 2017 : Votez pour moi de Jean-Pierre Mocky
- 2019 : Le Rôle de ta vie de Marc Saez : récompensé de 9 Awards du meilleur supporting actor
- 2022 : Si loin, si proche 2 d'Aytl Jensen : Commissaire Daniel Fossard
- 2022 : Tous flics ! de Jean-Pierre Mocky : le maire
- 2025 : Forever d'Aytl Jensen : Harry Wilcox (sortie à titre posthume)

### Télévision
- 1985 : La Mariée rouge de Jean-Pierre Bastid
- 1988 : Un cœur de marbre de Stephane Kurc : l'employé
- 2023 : Les Aventures d'Aytl Jensen d'Aytl Jensen : Charles Villiers (saison 2, épisode 4 : Qui vivra verra et 5 : Amours et séparations) (sortie à titre posthume)

## Doublage

### Cinéma

#### Films
- 1988 : Le Cauchemar de Freddy : Freddy Krueger (Robert Englund)
- 1990 : Le Cinquième Singe : Cunda (Ben Kingsley)
- 1994 : Quiz Show : Jack Barry (Christopher McDonald)
- 1994 : Street Fighter : Victor Sagat (Wes Studi)
- 1996 : Fargo : Lou (Bruce Bohne)
- 1996 : Bio-Dome : Russell (Taylor Negron)
- 1996 : Dangereuse Alliance : Vagrant (Arthur Senzy)
- 2001 : Coup de peigne : Dr Bob Hamilton (Oliver Ford Davies)
- 2002 : Bad Company : Officier Dempsey (Dan Ziskie)
- 2011 : 50/50 : Mitch (Matt Frewer)
- 2011 : Harry Potter et les Reliques de la Mort, partie 2 : Bogrod (Jon Key)
- 2014 : The Salvation : le maire Keane (Jonathan Pryce)
- 2015 : Le Pont des espions : Allen Dulles (Peter McRobbie)
- 2015 : La Fabuleuse Gilly Hopkins : M. Randolph (Bill Cobbs)
- 2021 : Des vies froissées : Tahsin (Turgay Tanülkü)

#### Films d'animation
- 1985 : L'Épée de Kamui : Capitaine (1er doublage)
- 2001 : Les Mutants de l'espace : Dr Frubar
- 2010 : Eden of the East: Paradise Lost : M. Outside

### Télévision

#### Téléfilm
- 2019 : Petits meurtres sur le campus : Coup de théâtre ! : George Quirk (Michael Kopsa (en))

#### Séries télévisées
- Leon Rippy dans :
  - Le Visiteur (1997-1998) : l'agent Nicholas LaRue (13 épisodes)
  - Leverage (2011-2012) : Jack Latimer (5 épisodes)

- 2005-2014 : Mon comeback : Mickey Deane (Robert Michael Morris (en)) (21 épisodes)
- 2012-2013 : Fringe : le capitaine Windmark (Michael Kopsa (en)) (11 épisodes)
- 2014 : Believe : le directeur Lofton (Peter McRobbie) (4 épisodes)
- 2014 : Grimm : Gregor Danilov (Gene Freedman) (saison 3)
- 2021 : Squid Game : voix additionnelles (saison 1)

#### Séries d'animation
- 1991 : Draculito, mon saigneur : Sans œil (1re voix)
- 1991 : La Légende de Prince Vaillant : le père de Vaillant (le roi Williem), le roi Arthur (2e voix)
- 1991-1992 : Lucky Luke : Jack Dalton, Hank Bully, Denver Miles, Flood, Joe l'Indien, Patronimo (épisode 12), Texas Killer, Ours Assoiffé, Grison
- 1991-1992 : Retour vers le futur : personnages secondaires
- 1991-1992 : Tortues Ninja : Les Chevaliers d'écaille : Rocksteady, Vernon (2e voix, épisodes 107 à 137)
- 1992 : Professeur Thompson[2] : Otto
- 1993 : Denis la Malice[3] : voix diverses
- 1994 : Crying Freeman : le chef yakuza (épisode 6)
- 1995 : Aladdin : le shaman (épisode 74)
- 1996 : Vision d'Escaflowne : Vargas, Grava Aston
- 1996 : Quasimodo : le roi Louis XI, nombreux seconds rôles
- 1996 : Neon Genesis Evangelion : membre de la Seele (Angleterre)
- 1997 : Le Prince d'Atlantis[4] : Alfred Bazooka
- 1997-1999 : Les Petites Sorcières : Walt Street
- 1998 : Michel Strogoff : Harry Blount
- 1999 : Rayman : Rigatoni
- 1999 : Alexander : Aristote, Antiparos
- 1999 : Cowboy Bebop : Teddy Boomer (épisode 22)
- 1999 : Batman, la relève : le général Norman (épisode 8)
- 1999-2004 : Famille Pirate : le juge
- 2000 : Inu-Yasha : le Vieux Sage
- 2001 : Cosmowarrior Zero : La Jeunesse d'Albator : Zess Vodar, Doc Machinar
- 2001-2002 : X : Professeur
- 2001 : Redwall : Radan, Thomas le campagnol
- 2002 : Allô la Terre, ici les Martin : Planouf
- 2002 : Totally Spies! : Dr Aisenstein (épisode 24)
- 2002 : Gun Frontier : Joe, Hardnet
- 2009 : Eden of the East : M. Outside

### Jeux vidéo
- 2000 : Tomb Raider : Sur les traces de Lara Croft : Charles Kane
- 2020 : World of Warcraft: Battle for Azeroth : Tortollans mâles